# Фајронт република
Фајронт република је била ток-шоу емисија забавног карактера која се емитовала недељно на Првој српској телевизији (ново име Фокс телевизије на којој је од почетка приказивана Фајронт република). У почетку се приказивала недељом од 23 часа; од јануара 2009. године приказивала се четвртком од 21 час, а од новембра 2009. поново је враћена недељом од 23 часа.
Водитељ емисије је био Зоран Кесић поред кога су још учествовали Игор Бугарски и Александар Тодоровић-Бекан. Прва епизода је емитована 21. децембра 2008. године.

## Ток емисије
Емисија је фактички наследник Кесићевог претходног пројекта, "Дезинформатор", емитованог на телевизији "Метрополис", и базирана је на принципу ток-шоуа, са елементима скеча, сатира, хумора и ироније. У свакој епизоди гостује личност (или више њих) из јавног живота Србије — музичари, књижевници, водитељи, спортисти, глумци и др, али и из суседства и иностранства.

### Скечеви
Скечеви су саставни део емисије и њихов творац је Зоран Кесић у сарадњи са Игором Бугарским. Њихов садржај је хумористичан, и ироничан. Измишљени карактери у том оквиру су: „Матори“ и „Братори“, „Мамлаз Стаменковић“ — феминизирани водитељ временске прогнозе, комшије „Милорад“ и „Живорад“ из измишљеног села Клиторићи крај Вагинова, као и другови „Пиксел“ и „Тастер“ — љубитељи рачунара. Сви ови ликови настали су још у периоду док је Кесић водио „Дезинформатор“.

## Гости

### Сезона 1
| Датум емитовања    | Гости                                                        |
| 21. децембар 2008. | Ана Станић                                                   |
| 28. децембар 2008. | Ајс Нигрутин и Скај Виклер                                   |
| 4. јануар 2009.    | Со Саби, Земља Грува и Драм'н'зез                            |
| 11. јануар 2009.   | Урош Ђурић и Дејан Рамбо Петковић                            |
| 18. јануар 2009.   | Ивана Јордан                                                 |
| 22. јануар 2009.   | Раша Попов                                                   |
| 29. јануар 2009.   | Сергеј Трифуновић и Драгана Ћосић                            |
| 5. фебруар 2009.   | Иван Зељковић, Иван Ивановић Збогом Брус Ли и Нивес Целзијус |
| 12. фебруар 2009.  | Такмичари Сурвајвор Србија: Панама                           |
| 19. фебруар 2009.  | Борка Томовић и Ненад Маричић                                |
| 26. фебруар 2009.  | Марчело                                                      |
| 5. март 2009.      | Драган Илић                                                  |
| 12. март 2009.     | Срђан Милетић                                                |
| 19. март 2009.     | Гоца Тржан                                                   |
| 26. март 2009.     | Београдски синдикат                                          |
| 2. април 2009.     | Милан Радоњић „Тарот“                                        |
| 9. април 2009.     | Екипа филма "Београдски фантом" и Сајси ЕмСи                 |
| 16. април 2009.    | Нина Бадрић                                                  |
| 23. април 2009.    | Драган Ристић (бенд Кал)                                     |
| 30. април 2009.    | Неда Арнерић                                                 |
| 7. мај 2009.       | Александра Ковач                                             |
| 14. мај 2009.      | Мартина Врбос                                                |
| 21. мај 2009.      | Вук Бојовић                                                  |
| 28. мај 2009.      | Драгољуб С. Љубичић Мићко                                    |
| 4. јун 2009.       | Ван Гог                                                      |
| 11. јун 2009.      | Лет 3                                                        |
| 18. јун 2009.      | Роб Стјуарт и Атеист реп                                     |
| 25. јун 2009.      | Душка Јованић и Александар Ђуришић                           |
| 2. јул 2009.       | Мита                                                         |

### Сезона 2
| Датум емитовања     | Гости                                                                                                |
| 10. септембар 2009. | Росе: Зоран Живковић, Небојша „Шобаја“ Анђелковић                                                    |
| 17. септембар 2009. | Екипа филма Тамо и овде (Бане Трифуновић, Феђа Стојановић и режисер Дарко Лунгулов)                  |
| 24. септембар 2009. | Алекса Гајић                                                                                         |
| 1. октобар 2009.    | Краљеви Аде (Татјана Веснић, Александра Обрадовић, Миљан Милићевић и Иван Тешановић)                 |
| 8. октобар 2009.    | Иван Тасовац и Горчин Стојановић                                                                     |
| 15. октобар 2009.   | Чекај ме, ја сигурно нећу доћи (Милош Самолов и Гордан Кичић)                                        |
| 22. октобар 2009.   | Кики Лесендрић                                                                                       |
| 29. октобар 2009.   | Андрија Милошевић                                                                                    |
| 8. новембар 2009.   | Небојша Грнчарски, Маријана Матеус и Звонко Марковић                                                 |
| 15. новембар 2009.  | Борка Томовић и Ненад Маричић                                                                        |
| 22. новембар 2009.  | Негатив                                                                                              |
| 29. новембар 2009.  | The books of knjige 1. део                                                                           |
| 6. децембар 2009.   | The books of knjige 2. део                                                                           |
| 13. децембар 2009.  | Попај и сакривено благо представа                                                                    |
| 20. децембар 2009.  | Љубомир Бандовић                                                                                     |
| 27. децембар 2009.  | Љубивоје Ршумовић                                                                                    |
| 31. децембар 2009.  | Новогодишњи Специјал - Борка Томовић, Александра Ковач, Драгољуб С. Љубичић Мићко, Сергеј Трифуновић |
| 10. јануар 2010.    | Марко Видојковић                                                                                     |
| 17. јануар 2010.    | Рамбо Петковић и Дарко Бајић                                                                         |
| 24. јануар 2010.    | Тони Цетински и Огњен Радивојевић                                                                    |
| 31. јануар 2010.    | Бобо Кнежевић, Марија Савић-Срећковић и Петар Челик                                                  |
| 7. фебруар 2010.    | Игор Бракус и Александар Тодоровић Бекан                                                             |
| 14. фебруар 2010.   | Катарина Радивојевић                                                                                 |
| 21. фебруар 2010.   | Јелена Јанковић                                                                                      |
| 28. фебруар 2010.   | Драган Мићановић                                                                                     |
| 7. март 2010.       | Влада Дивљан                                                                                         |
| 14. март 2010.      | Воја Недељковић и Репетитор                                                                          |
| 21. март 2010.      | Такмичари Сурвајвор Србија: Филипини и Штутгарт Онлајн                                               |
| 28. март 2010.      | Маја Николић и Пурашевић                                                                             |
| 4. април 2010.      | Јова Радовановић                                                                                     |
| 11. април 2010.     | Прљави Инспектор Блажа и Десимир Стојковић                                                           |
| 18. април 2010.     | Саша Лошић                                                                                           |
| 25. април 2010.     | Драгана Грнчарски, Вук Росандић и Сузана Перић                                                       |
| 2. мај 2010.        | Дејан Цукић                                                                                          |
| 9. мај 2010.        | Лажна последња епизода (неемитовани делови из досадашњих емисија)                                    |
| 16. мај 2010.       | Лажна „нова Фајронт република"; Марија Килибарда                                                     |
| 23. мај 2010.       | "Повратак Џедаја"; Жарко Степанов и Марија Килибарда                                                 |
| 30. мај 2010.       | Мирјана Карановић                                                                                    |
| 6. јун 2010.        | Александар Стојановић и група Со Саби                                                                |
| 13. јун 2010.       | Милош Влалукин и Марко Кловн                                                                         |
| 20. јун 2010.       | Група Врело                                                                                          |
| 27. јун 2010.       | Деца (младе наде)                                                                                    |

### Сезона 3
| Датум емитовања    | Гости |
| 3. октобар 2010.   | Нађа Хигл |
| 10. октобар 2010.  | Играчи ФК Партизан (Милан Смиљанић, Радосав Петровић и Клео)                                                    |
| 17. октобар 2010.  | Александар Срећковић као Че Гевара                                                                              |
| 24. октобар 2010.  | Аница Добра |
| 31. октобар 2010.  | Стеван Филиповић, Марчело и Мики Пањковић                                                                       |
| 7. новембар 2010.  | "Фешн Фајронт“ (Тамара Бакић, Невен Бошковић, Ана Мирковић и Невена Гичевић)                                    |
| 14. новембар 2010. | "Зона сумрака“ (Никола Завишић, Анастасија Мандић и Воја Антонић)                                               |
| 21. новембар 2010. | "Стенд-ап комедија“, 1. део (Срђан Јовановић и Милица Михајловић)                                               |
| 28. новембар 2010. | "Стенд-ап комедија“, 2. део (Срђан Јовановић, Александар Перишић и Никола „Џони Фазони“)                        |
| 5. децембар 2010.  | Рамбо Амадеус, 1. део                                                                                           |
| 12. децембар 2010. | Рамбо Амадеус и Горан Љубоја, 2. део                                                                            |
| 19. децембар 2010. | Тијана Дапчевић                                                                                                 |
| 26. децембар 2010. | "Диско журка“ (Бобан Петровић, Земља Грува и Шобаја)                                                            |
| 2. јануар 2011.    | Новогодишњи Специјал, 1. део (Бранка Невистић, Дејан Петровић, Машан Лекић, Јасна Јовановић и Срђан Карановић)  |
| 9. јануар 2011.    | Новогодишњи Специјал, 2. део (Нина Радуловић, Данијела Јанков, Иван Зељковић, Иван Тешановић и Миљан Милићевић) |
| 16. јануар 2011.   | Екипа филма Монтевидео, бог те видео! (Милош Биковић, Петар Стругар и Никола Ђуричко)                           |
| 23. јануар 2011.   | Бранислав Лечић                                                                                                 |
| 30. јануар 2011.   | Саша Плећевић - „Др. Филгуд“                                                                                    |
| 6. фебруар 2011.   | Дел арно бенд                                                                                                   |
| 13. фебруар 2011.  | "Смртоносна тестера“ бенд и Ђорђе Давид                                                                         |
| 20. фебруар 2011.  | Нено Белан |
| 27. фебруар 2011.  | Мима Караџић и Маријо Кржић                                                                                     |
| 6. март 2011.      | Горица Поповић, Тања Бошковић и Радомир Николић                                                                 |
| 13. март 2011.     | Ортодокс Келтс                                                                                                  |
| 20. март 2011.     | Милутин „Мита“ Јованчић, Рамбо Амадеус и Магнифико                                                              |
| 27. март 2011.     | Вук Костић и Дејан Зечевић                                                                                      |
| 3. април 2011.     | Слободан Никитовић, Соња Живановић, Дарко Дожић и Ненад Маричић                                                 |
| 10. април 2011.    | Милан Цаци Михаиловић                                                                                           |
| 17. април 2011.    | Јована Медић, Гоца Ђокић и Бојан Божић                                                                          |
| 24. април 2011.    | Горан Ковачевић (ЕмСи Змија), Марко Милићевић (ЕмСи Грамофонџије) и Марко Милошевић (ЕмСи МКДСЛ)                |
| 1. мај 2011.       | Дарко Митровић и Марко Степановић                                                                               |
| 8. мај 2011.       | Владимир Алексић, Наташа Марковић и Анђелика Симић                                                              |
| 15. мај 2011.      | Иван Миливојев, Милош Игњатовић и Венти Вадада                                                                  |
| 22. мај 2011.      | Војислав Воја Жанетић                                                                                           |
| 29. мај 2011.      | Српски топ модел - Водитељка: Ивана Станковић; Финалисткиње: Милица Ђорђевић, Неда Стојановић и Бојана Бањац    |
| 5. јун 2011.       | Воздигнуће - Филм Фајронт републике                                                                             |
| 12. јун 2011.      | Зоран Филиповић                                                                                                 |
| 19. јун 2011.      | Горан Бишевац и Мирослав Мајкић                                                                                 |
| 26. јун 2011.      | Специјал - последња епизода треће сезоне                                                                        |